# Bataille de San Romano (1432)
Pour les articles homonymes, voir Bataille de San Romano.
Guerres de Lombardie
Batailles
- Zagonara
- Maclodio
- Soncino
- Pavie
- San Romano
- Delebio
- Anghiari
- 1re Pontevico
- 2e Pontevico
- Ghedi
- 3e Pontevico

La bataille de San Romano oppose Florentins et Siennois le 1er juin 1432 à San Romano (it), localité de l'actuelle province de Pise située dans les communes contigues de San Miniato et de Montopoli in Val d'Arno, lors des guerres de Lombardie.
Le chef florentin Niccolo da Tolentino défait les Siennois commandés par Bernardino della Carda (it). Ce dernier fait une chute de cheval ce qui entraîne la défaite des Siennois et marque la fin des combats. L'arrivée du renfort des troupes de Micheletto da Cotignola, les fait définitivement fuir.
Même si elle n'est pas décisive, cette bataille est la première victoire indiscutable de Florence lors de la guerre de Lucques.

## Controverse
Selon les historiens, cette victoire n'est qu'un modeste accrochage, plutôt favorable il est vrai aux Florentins. Machiavel, pourtant passionné par la chose militaire, ne la mentionne pas dans son Histoire florentine, à l'occasion de la guerre de Lucques, alors qu'il cite les capitaines Niccolo da Tolentino et Michelotto Attendolo dans sa liste des condottieres florentins du début du XVe siècle. 
Giovanni Cavalcanti, contemporain de la bataille, se montre très critique envers Niccolo da Tolentino qui a failli perdre la bataille par sa témérité et qui, dépassé par les évènements, n'a vu son salut qu'à l'intervention de Michelotto[Lequel ?]. Mais Cavalcanti, farouche opposant des Médicis[réf. nécessaire], n'est pas toujours très objectif. Neri di Gino Capponi, autre chroniqueur florentin, précise que Tolentino a appelé Michelotto à l'aide dès le matin et que son arrivée a obligé l'ennemi à battre en retraite. Dans le récit qu'il fait dans ses Annales de la bataille. Matteo Palmieri loue Niccolo da Tolentino pour sa bravoure et son sens de la stratégie, sa fausse retraite et son appel à l'aide de Michelotto ayant été planifiés, selon lui, pour tromper l'ennemi.

## Représentation dans les arts
La bataille est illustrée magistralement par un triptyque de Paolo Uccello intitulé La Bataille de San Romano dans lequel le peintre montre sa maîtrise de la représentation perspective.